# Kovarianz (Physik)
Kovarianz hat in der Physik zwei verschiedene, aber eng miteinander verwobene Bedeutungen. Zum einen gibt es im Tensorkalkül die Unterscheidung zwischen kovarianten und kontravarianten Größen, zum anderen gibt es die Kovarianz von Theorien bzw. deren zugrundeliegenden Gleichungen.

## Kovariant und Kontravariant
- Kovariant nennt man ein Transformationsverhalten, bei dem sich die Basisvektoren und die darin dargestellten Vektoren (Größen) in gleicher Weise transformieren.
- Kontravariant nennt man ein Transformationsverhalten, wenn sich die Basisvektoren und die darin dargestellten Vektoren (Größen) in unterschiedlicher Weise transformieren.

Das kovariante Transformationsverhalten garantiert die Formerhaltung von Gleichungen beim Wechsel des Bezugsystems (Koordinatensystems) bzw. bei Gruppentransformationen. Diese Aussagen gelten auch für die tensorielle Schreibweise.
Eine Theorie oder Gleichung ist kovariant bezüglich einer Gruppentransformation, wenn die Form der Gleichungen ungeändert bleibt, nachdem die vorkommenden Größen einer der Transformationen der Gruppe unterworfen wurden.

### Beispiele für Kovarianz
Unter Galilei-Transformationen transformieren sich die Beschleunigung und die Kraft in den newtonschen Bewegungsgleichungen im gleichen Sinne wie die Ortsvektoren. Daher sind die Newtonschen Bewegungsgleichungen und damit die klassische Mechanik kovariant bzgl. der Gruppe der Galilei-Transformationen.
Im gleichen Sinne sind die Einstein-Gleichungen der Gravitation in der allgemeinen Relativitätstheorie kovariant unter beliebigen (nichtlinearen glatten) Koordinatentransformationen.
Ebenso ist die Dirac-Gleichung der Quantenelektrodynamik  kovariant unter der Gruppe der linearen Lorentz-Transformationen.
Die linke Seite der Klein-Gordon-Gleichung für ein Skalarfeld ändert sich unter Lorentz-Transformationen nicht, sie ist spezieller invariant oder skalar. 

### Tensorkalkül
Im Tensorkalkül (siehe auch Tensorprodukt) transformieren sich
- die kovarianten Anteile eines Tensors wie die Koordinaten einer Linearform
- die kontravarianten wie die Koordinatentupel eines Ortsvektors.

Infolgedessen sind ko- und kontravariante Größen nach einer Transformation genau dann null, wenn sie vor der Transformation null waren.

### Notation
- Die Koordinaten von kovarianten Vektoren (oder von Linearformen) schreibt man mit unteren Indizes {\displaystyle a_{m}}
- Die Koordinaten von kontravarianten Vektoren, die wie die Koordinaten des Ortsvektors linear transformieren, schreibt man mit oberen Indizes {\displaystyle a^{m}}.

Nach Anwendung der Einsteinschen Summenkonvention muss jeder Term einer Gleichung die gleiche Indexstellung aufweisen. In der Raumzeit der Relativitätstheorie werden griechische Buchstaben als Index verwendet, wenn diese alle vier Dimensionen umfassen, und lateinische Buchstaben, wenn nur die drei Dimensionen des Raumes gemeint sind.

### Mathematische Darstellung
In einem engeren Wortsinn bezeichnet kovariant in der mathematischen Physik Größen, die wie Differentialformen transformieren. Diese kovarianten Größen {\displaystyle P} bilden einen Vektorraum {\displaystyle {\mathcal {V}}}, auf dem eine Gruppe von linearen Transformationen wirkt.
Die Menge der linearen Abbildungen der kovarianten Größen in die reellen Zahlen
{\displaystyle Q:P\mapsto Q(P)\in \mathbb {R} \ ,\quad Q(a\,P+b\,{\tilde {P}})=a\,Q(P)+b\,Q({\tilde {P}})}
bildet den zu {\displaystyle {\mathcal {V}}} dualen Vektorraum {\displaystyle {\mathcal {V}}^{*}}.
Schreiben wir die transformierten, kovarianten Größen {\displaystyle P^{\prime }} mit einer Matrix {\displaystyle \Lambda } als
{\displaystyle P^{\prime }=\Lambda \,P\,,}
dann definiert {\displaystyle Q^{\prime }(P^{\prime })=Q(P)} das kontravariante oder kontragrediente Transformationsgesetz des Dualraumes
{\displaystyle Q^{\prime }=\Lambda ^{-1\,{\text{T}}}\,Q\,.}
Wegen 
{\displaystyle (\Lambda _{2})^{-1\,{\text{T}}}\,(\Lambda _{1})^{-1\,{\text{T}}}=(\Lambda _{2}\,\Lambda _{1})^{-1\,{\text{T}}}}
genügt die kontravariante Transformation derselben Gruppenverknüpfung wie die kovariante Transformation. 
Tensoren aus dem {\displaystyle u}-fachen Tensorprodukt von {\displaystyle {\mathcal {V}}^{*}} mit dem
{\displaystyle o}-fachen Tensorprodukt von {\displaystyle {\mathcal {V}}} heißen {\displaystyle u}-fach kovariant und {\displaystyle o}-fach kontravariant.
In Indexschreibweise macht man an der Indexstellung mit unten und oben stehenden Indizes deutlich, ob es sich um die Komponenten eines kovarianten oder eines kontravarianten Vektors handelt,
{\displaystyle P_{m}^{\prime }=\sum _{n}\Lambda _{m}{}^{n}\,P_{n}\ ,\quad Q^{\prime \,m}=\sum _{r}(\Lambda ^{-1\,{\text{T}}})^{m}{}_{r}\,Q^{\,r}\,.}
Dass {\displaystyle Q^{\prime }(P^{\prime })=Q(P)} gilt, zeigen die Rechenschritte
{\displaystyle {\begin{aligned}Q^{\prime }(P^{\prime })&=\sum _{m}Q^{\prime \,m}\,P_{m}^{\prime }\\&=\sum _{mnr}(\Lambda ^{-1\,{\text{T}}})^{m}{}_{r}\,Q^{\,r}\,\Lambda _{m}{}^{n}\,P_{n}\\&=\sum _{mnr}\Lambda ^{-1}{}_{r}{}^{m}\,\Lambda _{m}{}^{n}\,Q^{\,r}\,P_{n}\\&=\sum _{nr}\delta _{r}{}^{n}\,Q^{\,r}\,P_{n}\\&=\sum _{n}Q^{\,n}\,P_{n}\\&=Q(P)\,.\end{aligned}}}

## Indexziehen
Ist das kontravariante Transformationsgesetz dem kovarianten äquivalent und gilt für alle {\displaystyle \Lambda } der Transformationsgruppe
{\displaystyle \Lambda ^{-1\,{\text{T}}}=\eta \,\Lambda \,\eta ^{-1}}
mit einer invertierbaren, symmetrischen Matrix {\displaystyle \eta =\eta ^{\text{T}}}, dann handelt es sich bei der Transformationsgruppe wegen
{\displaystyle \Lambda ^{\text{T}}\,\eta \,\Lambda =\eta }
um eine Untergruppe der orthogonalen Gruppe, die die symmetrische Bilinearform {\displaystyle (P,{\tilde {P}})=P^{\text{T}}\,\eta \,{\tilde {P}}} invariant lässt. Dann definiert {\displaystyle \eta \,P} einen kontravarianten Vektor, wenn {\displaystyle P} ein kovarianter Vektor ist. In Indexschreibweise schreibt man für die Komponenten von {\displaystyle \eta \,P} abkürzend
{\displaystyle P^{m}=\sum _{n}\eta ^{mn}\,P_{n}\,.}
Dann gilt umgekehrt
{\displaystyle P_{m}=\sum _{n}\eta ^{-1}{}_{mn}\,P^{n}\,.}
Diesen Zusammenhang der Komponenten des kovarianten Vektors {\displaystyle P} und des kontravarianten Vektors {\displaystyle \eta P} nennt man Indexziehen oder auch heben bzw. senken.
Ist das kontravariante Transformationsgesetz dem kovarianten äquivalent und gilt für alle {\displaystyle \Lambda } der Transformationsgruppe
{\displaystyle \Lambda ^{-1\,{\text{T}}}=\epsilon \,\Lambda \,\epsilon ^{-1}}
mit einer invertierbaren, antisymmetrischen Matrix {\displaystyle \epsilon =-\epsilon ^{\text{T}}}, dann handelt es sich bei der Transformationsgruppe wegen
{\displaystyle \Lambda ^{\text{T}}\,\epsilon \,\Lambda =\epsilon }
um eine Untergruppe der symplektischen Gruppe, die die antisymmetrische Bilinearform {\displaystyle \langle P,{\tilde {P}}\rangle =P^{\text{T}}\,\epsilon \,{\tilde {P}}} invariant lässt. Dann definiert {\displaystyle \epsilon \,P} einen kontravarianten Vektor, wenn {\displaystyle P} ein kovarianter Vektor ist. In Indexschreibweise kann man für die Komponenten von {\displaystyle \epsilon \,P} abkürzend
{\displaystyle P^{m}=\sum _{n}\epsilon ^{mn}\,P_{n}}
schreiben. Dann gilt umgekehrt
{\displaystyle P_{m}=\sum _{n}\epsilon ^{-1}{}_{mn}\,P^{n}\,.}
Dieser Zusammenhang der Komponenten des kovarianten Vektors {\displaystyle P} und des kontravarianten Vektors {\displaystyle \epsilon P} definiert das Indexziehen von Vektoren, die unter der symplektischen Gruppe transformieren.

## Bücher
- Peter Szekeres, A Course in Modern Mathematical Physics, Cambridge University Press, New York, 2004 ISBN 0-521-82960-7